# Hypognatha deplanata
Hypognatha deplanata là một loài nhện trong họ Araneidae.
Loài này thuộc chi Hypognatha. Hypognatha deplanata được Władysław Taczanowski miêu tả năm 1873.